# ルーク・ヤングブラッド
ルーク・ヤングブラッド（Luke Youngblood、1986年6月12日  - ）は、イギリスのロンドン出身の俳優である。

## 来歴
1997年より俳優としてデビュー。映画ハリー・ポッターシリーズではリー・ジョーダン役をつとめている。

## 出演作品

### 映画
- ハリー・ポッターと賢者の石 　Harry Potter and the Philosopher's Stone  （2001年）
- ハリー・ポッターと秘密の部屋 　Harry Potter and the Chamber of Secrets （2002年）

### ドラマ
- Glee 　Glee （2009年）
- コミュニティ 　 Community （2009年）
- ライ・トゥ・ミー 嘘は真実を語る 　Lie to Me （2009年）